# Cerrito de la Libertad
El Cerrito de la Libertad (antiguamente "Cerro de Cullcos" (del quechua: Lomo de animal))  es un cerro ubicado al este de la ciudad de Huancayo. Actualmente se encuentra inmerso dentro del área metropolitana de Huancayo y totalmente urbanizado. Está comunicado con la Plaza Constitución, en el centro mismo de la ciudad, por la Avenida Giráldez. En él se encuentran diversas instalaciones de turismo y recreo de la ciudad incluyendo una capilla donde se suelen celebrar matrimonios, una piscina pública y el único zoológico de la ciudad. Es, asimismo, un mirador natural que ofrece vistas de la ciudad constituyéndose como uno de los atractivos turísticos de la zona.

## Historia
El cerro de Cullcos, cercano a la ciudad de Huancayo, ganó notoriedad histórica debido a las batallas que se pelearon ahí. Así, El 31 de octubre de 1854, Ramón Castilla, en medio de la Revolución Liberal de 1854, se enfrentó a José Rufino Echenique venciéndolo en la batalla del cerro de Cullcos. Décadas después tuvo lugar otra batalla durante la guerra civil de 1894-1895 en la que las tropas pierolistas del Batallón Libertad derrotaron a las caceristas y lograron tomar el control de la ciudad. Desde entonces, se dispuso el cambio de nombre del cerro al que mantiene hasta la actualidad que, además, hace referencia al decreto de abolición de la esclavitud en el Perú que el Mariscal Ramón Castilla emitió en Huancayo el 3 de diciembre de 1854.